# Amaury Nolasco
Amaury Nolasco Garrido (Ponce, 24 dicembre 1970) è un attore portoricano, principalmente conosciuto per il ruolo di Fernando Sucre nella serie televisiva statunitense Prison Break.

## Biografia
Nolasco è nato a Porto Rico da genitori dominicani ed ha studiato biologia presso l'Università di Porto Rico: inizialmente non pensava di diventare attore fino a quando si trasferì a New York e si iscrisse all'American British Dramatic Arts School. Non molto tempo dopo iniziò ad apparire in alcune serie americane tra cui Arli$$, CSI - Scena del crimine e E.R. - Medici in prima linea. Il suo primo ruolo in un film fu quello di Orange Julius in 2 Fast 2 Furious, mentre il ruolo più importante fu in Transformers, uscito nell'estate del 2007. Altro ruolo che determinò il suo successo, e per cui diventò noto al pubblico, fu quello nella serie televisiva Prison Break a partire dal 2005.

## Filmografia

### Attore

#### Cinema
- Felicità rubata (Fall), regia di Eric Schaeffer (1997) - non accreditato
- Brother, regia di Takeshi Kitano (2000)
- Final Breakdown, regia di Jeffrey W. Byrd (2002)
- 2 Fast 2 Furious, regia di John Singleton (2003)
- Strike Force, regia di Mike Kirton (2003)
- Mr. 3000, regia di Charles Stone III (2004)
- Gli scaldapanchina (The Benchwarmers), regia di Dennis Dugan (2006)
- Transformers, regia di Michael Bay (2007)
- La notte non aspetta (Street Kings), regia di David Ayer (2008)
- Max Payne, regia di John Moore (2008)
- Prison Break: The Final Break, regia di Kevin Hooks e Brad Turner (2009) - Fernando Sucre
- Blindato (Armored), regia di Nimród Antal (2009)
- The Rum Diary - Cronache di una passione (The Rum Diary), regia di Bruce Robinson (2011)
- In the Blood, regia di John Stockwell (2013)
- Die Hard - Un buon giorno per morire (A Good Day to Die Hard), regia di John Moore (2013)
- Animal - Il segreto della foresta (Animal), regia di Brett Simmons (2014)
- Criminal, regia di Ariel Vromen (2016)
- Edge Of Fear, regia di Bobby Roth (2018)
- Speed Kills, regia di Jodi Scurfield (2018)

#### Televisione
- New York Undercover - serie TV, episodio 4x11 (1998)
- Arli$$ - episodio 4x04 (1999)
- Ultime dal cielo (Early Edition) - episodio 4x03 (1999)
- Pacific Blue - serie TV, episodio 5x16 (2000)
- Hazzard: Bo e Luke vanno ad Hollywood (The Dukes of Hazzard: Hazzard in Hollywood!), regia di Bradford May - film TV (2000)
- The Huntress - serie TV, episodio 1x06 (2000)
- CSI - Scena del crimine (CSI: Crime Scene Investigation) - serie TV, episodio 2x08 (2001)
- E.R. - Medici in prima linea (ER) - serie TV, episodio 9x02 (2002)
- George Lopez - serie TV, episodio 2x24 (2003)
- Eve - serie TV, episodio 2x08 (2004)
- CSI: NY - serie TV, episodio 1x22 (2005)
- Prison Break - serie TV, 79 episodi (2005-2017)
- CSI: Miami - serie TV, episodio 8x07 (2009)
- The Quickening, regia di Mark Piznarski - film TV (2010)
- Southland - serie TV, episodi 2x01-2x02-2x03 (2010)
- Chase - serie TV, 14 episodi (2010-2011)
- Work It - serie TV, 13 episodi (2012-2013)
- Rizzoli & Isles - serie TV, 4 episodi (2013-2016)
- Justified - serie TV, episodio 5x01 (2014)
- Hot & Bothered - serie TV, 11 episodi (2015)
- Deception - serie TV, 13 episodi (2018)
- Power - serie TV, episodio 6x07 (2019)
- Hightown - serie TV, 15 episodi (2020-2021)
- 9-1-1: Lone Star - serie TV, episodio 3x13 (2022)

### Doppiatore
- Prison Break: The Conspiracy - videogioco (2010) - Fernando Sucre

## Doppiatori Italiani
Nelle versioni in italiano delle opere in cui ha recitato, Amaury Nolasco è stato doppiato da:
- Fabio Boccanera in Prison Break, Prison Break: The Final Break, Chase
- Roberto Draghetti in CSI: NY, Burn Notice - Duro a morire, Criminal
- Alessandro Budroni in Die Hard - Un buon giorno per morire, Rizzoli & Isles, Deception
- Simone Mori in La notte non aspetta, The Rum Diary - Cronache di una passione
- Stefano Mondini in Max Payne, Speed Kills
- Gianluca Crisafi in Hazzard - Bo e Luke vanno ad Hollywood
- Roberto Gammino in CSI - Scena del crimine
- Nanni Baldini in 2 Fast 2 Furious
- Alberto Bognanni in Strike Force
- Alessandro Quarta in Mr. 3000
- Francesco Pezzulli in Transformers
- Davide Marzi in CSI: Miami
- Massimo De Ambrosis in Southland
- Massimo Rossi in In the Blood
- Fabrizio Vidale in Animal - Il segreto della foresta
- Carlo Scipioni in Hot & Bothered
- Luca Ghignone in Edge of Fear
- Riccardo Scarafoni in The Valet
- Alberto Angrisano in 9-1-1: Lone Star
- Sacha De Toni in A luci spente